# ベルギーにおける死刑
ベルギーにおける死刑（ベルギーにおけるしけい）では、ベルギーにおける死刑について解説する。
なお、死刑制度は1996年8月1日に廃止された。

## 歴史
1863年7月にイープルで行われた死刑執行から1918年まで死刑執行の停止期間があった。通常刑法における最後の死刑執行は1918年3月26日にEmile Ferfailleに対して行われた。 
第二次世界大戦中と戦後処理の1944年11月～1950年8月の期間に2940人に死刑判決が出され、242人が銃殺刑になった。最後の死刑囚はナチス強制収容所の所長だったフィリップ・シュミットである。彼らは軍法による死刑囚であり、銃殺刑が執行された。
1996年8月1日に全ての死刑が禁止され、2005年2月2日に憲法14条に死刑の禁止が追加された。

## 執行方法
- 通常刑法：ギロチン
- 軍法：銃殺

## 死刑執行人
- 詳細不明